# Talk of the Town (Jack Johnson)
Talk of the Town è un singolo del cantautore statunitense Jack Johnson, pubblicato nel 2006 ed estratto dall'album Sing-A-Longs and Lullabies for the Film Curious George.

## Tracce
- CD

1. Talk of the Town
2. Fall Line (live, with Matt Costa)